# Оттакринг (станція метро)
48°12′41″ пн. ш. 16°18′41″ сх. д. / 48.2113° пн. ш. 16.3114° сх. д.
«Оттакринг» (нім. Ottakring) — станція Віденського метрополітену, кінцева станція лінії U3, після станції «Кендлер-штрасе». Відкрита 5 грудня 1998 року.
Розташована в 16-му районі Відня (Оттакринг).